# Macrocoma parvula
Macrocoma parvula é uma espécie de escaravelho de folha da República Democrática do Congo e Senegal, descrito por Jacoby em 1895.  Encontre-o próximo Bismarckburg.